# 笛卡尔高地

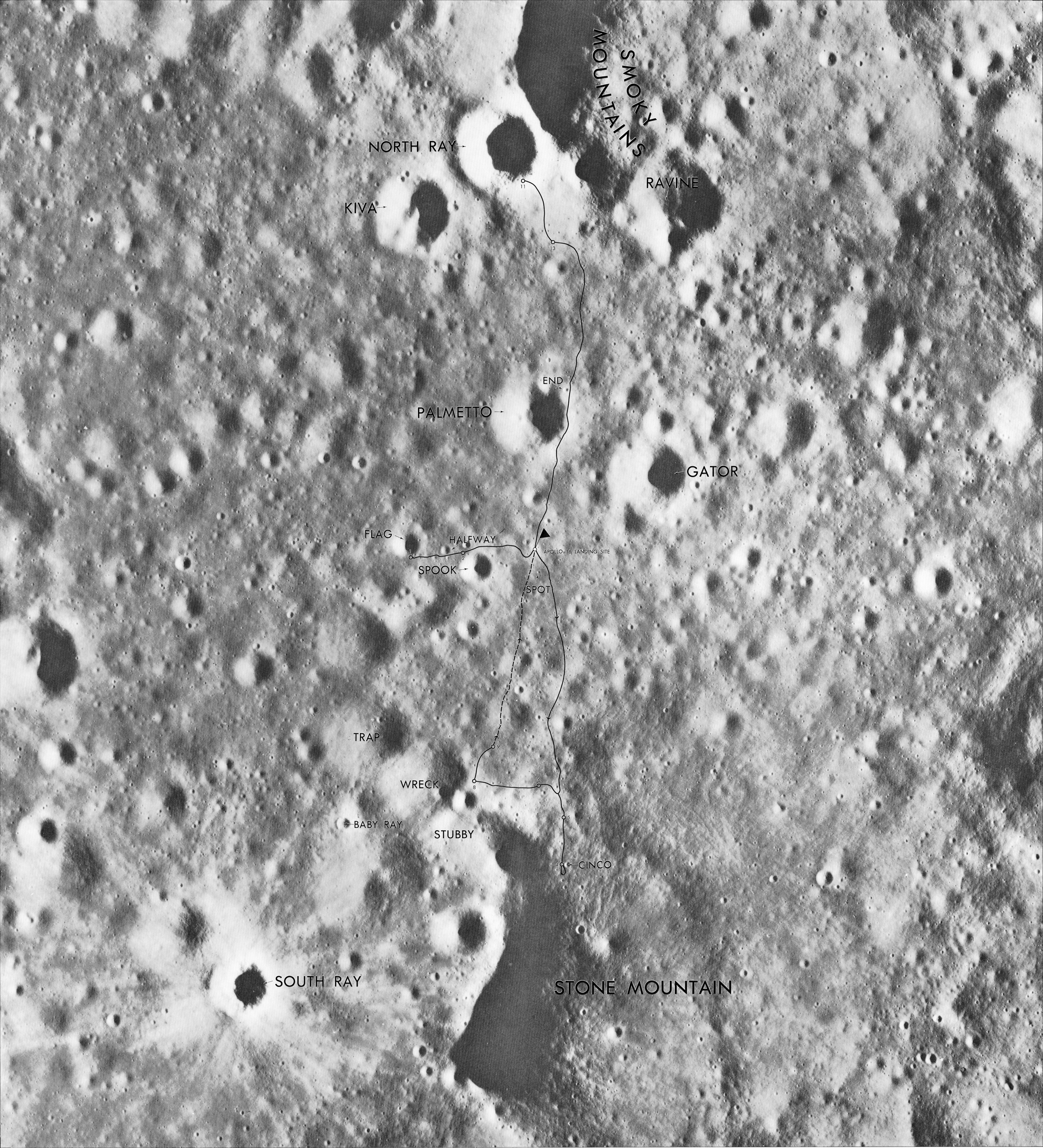
显示了笛卡尔高地特征和阿波罗16号任务行程路线标记的的航拍照

笛卡尔高地（Descartes Highlands）是位于月球正面的一处月陆，曾是1972年初美国阿波罗16号任务的着陆点，它是以坐落在附近的笛卡尔环形山而命名。

## 地质
笛卡尔高地区主要由两大构造组成：凯利平原和笛卡尔建造，后者主要是由山地高原物-也许来自大撞击事件的碎片所组成。北射纹线坑和南射纹线坑，由阿波罗16号宇航员对前者进行了直接采样，揭示了凯利平原和笛卡尔建造可能重叠的层序。
笛卡尔高地区的特点是波状起伏的地表上覆盖着古老以及一些边缘尖峭的新陨坑。根据阿波罗16号任务期间的发现，这些陨石坑的一些坑底覆盖着类似于阿波罗17号在陶拉斯-利特罗谷登陆点发现的玻璃。根据阿波罗16号的指令长约翰·杨描述，玻璃的分布外观类似干泥。
在阿波罗16号对笛卡尔高地取样前，依据视觉分析，相信该地区的火山物较为丰富，都认为那里的地层是由比形成月海更粘的熔岩构成。然而，在分析该地区样本后，证明这是错误的。据透露，该地区的许多岩石并非起源于火山，角砾岩碎片显示是来自不同的月表撞击。 1971年7月，宇航员杨和杜克曾到加拿大安大略省的索德柏立盆地考察破裂锥。索德柏立是一处大流星撞击点，展示了真正的破裂锥地质证据。在笛卡尔高地，最终确认了该地区的地形是形成于流星撞击而非火山活动。

## 着陆点选择
所有之前的阿波罗登月任务都直接或间接地采样了月球月海样本，而本次任务主要是调查月球高地区的地质成分，为实现这一目标选择了二处登陆点：笛卡尔高地和阿方索环形山。
之所以选中笛卡尔高地作为阿波罗16号任务的目的地，主要是能让宇航员约翰·杨和查尔斯·杜克采集集中在该地区突出的笛卡尔和凯利建造样本。由于这两者占了月球正面的大部分，对这些地层进行采样被定为优先任务，还优考虑到定位和获取比雨海撞击更早的古高原地质样本，以便深入了解月球地质年表及构成。二个位于直接着陆区内的突出特征-北射纹线坑和南射纹线坑也被优先考虑，因为这二座突出构造的地质层早已被形成它们的撞击事件自然发掘出来了。

## 另请参阅
- 阿波罗16号
- 月球地质
- 笛卡尔环形山